# Mika Pyörälä
Mika Pyörälä (* 13. července 1981, Oulu) je bývalý finský lední hokejista, útočník hrající na kraji i ve středu útoku. S finskou reprezentací vyhrál mistrovství světa v roce 2011. Ze světového šampionátu má i dvě stříbra (2007, 2016) a jeden bronz (2008). Zúčastnil se i MS 2009 (5. místo), MS 2012 (4. místo), MS 2017 (4. místo) a olympijských her v Pchjongčchangu roku 2018 (6. místo). Za národní tým odehrál 150 utkání. Finskou nejvyšší soutěž hrál za jediný klub, Kärpät Oulu. Získal s ním pět mistrovských titulů (2004, 2005, 2007, 2014, 2015). V Oulu Mika vede klubovou historickou tabulku v počtu gólů (216) i bodů (448) v základní části, i v celkovém počtu sehraných utkání (885). V sezóně 2020/21 byl kapitánem týmu. V roce 2017 byl vyhlášen nejlepším hokejistou základní části finské ligy (Trofej Lasse Oksanena), v roce 2020 nejlepším hráčem v hodnocení +/- (Trofej Mattiho Keinonena) a v roce 2022 obdržel Trofej Raimo Kilpiöna pro nejslušnějšího hráče ligy. V domácí soutěži sehrál 749 zápasů. Zahrál si ale i ligu švédskou (Timrå IK, Frölunda HC, Luleå HF), švýcarskou (SC Bern), KHL (Amur Chabarovsk) a jednu sezónu zkusil i v zámoří, v NHL nastoupil za klub Philadelphia Flyers k 36 utkáním. V roce 2022 ukončil hráčskou kariéru. V roce 2024 se stal v Kärpätu asistentem trenéra.